# 유럽 고속도로 532호선
유럽 고속도로 532호선(European route E532)은 독일의 메밍겐과 퓌센을 이어주는 B-클래스급으로 이루어진 E-road 네트워크로, 총 연장은 71km이다.

## 주요 경유지
- 독일
  -  아우토반 7호선(독일어판, 영어판) : 메밍겐 (유럽 고속도로 43호선, 유럽 고속도로 54호선) - 퓌센